# Питсберг (Оклахома)
Питсберг (англ. Pittsburg) — город в округе Питсберг, Оклахома (США). Численность населения — 196 человек (2018).
По данным переписи населения, 2000 года, численность населения была равна 280 человек. Плотность населения тогда составляла 582,1 человека на квадратную милю (225,2/км²).
На территории городка 121 здание.
Расовый состав: 67,50 % белых, 22,14 % коренных американцев, 0,36 % представителей других рас (2000 год).
В городке расположено волонтерское пожарное депо, почтовое отделение и публичная школа.